# Aéroport de Wawa
L'aéroport de Wawa est un aéroport situé en Ontario, au Canada.